# Kiyoshi Tomizawa
Pour les articles homonymes, voir Tomizawa.
Kiyoshi Tomizawa (富沢 清司, Tomizawa Kiyoshi) né le 3 décembre 1943 à Fujieda dans la préfecture de Shizuoka au Japon est un footballeur japonais.